# برنامه‌ریزی منابع تولید

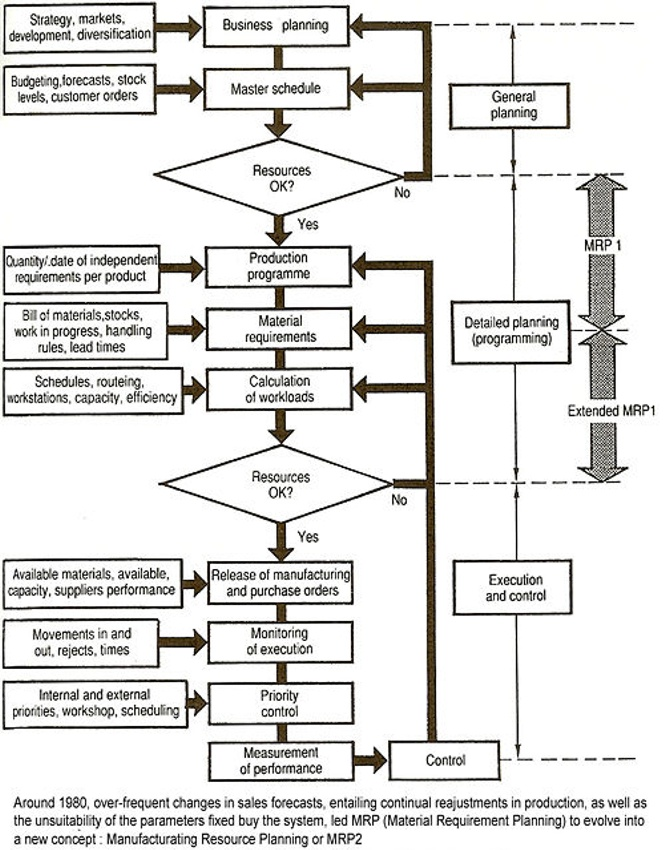
برنامه‌ریزی منابع تولید

برنامه‌ریزی منابع تولید (به انگلیسی: Manufacturing resource planning) یا MRP II به عنوان روش مؤثر برنامه‌ریزی منابع تولیدی یک شرکت تعریف می‌شود. به‌طور ایده‌آل، این برنامه‌ریزی به برنامه‌ریزی عملیاتی در واحدها و برنامه‌ریزی مالی مربوط بوده، و دارای توانایی شبیه‌سازی برای پاسخ‌گویی به سوال‌های «چه – اگر» و گسترهٔ حلقه بسته می‌باشد.
این موضوع به‌طور خاص یک عملکرد نرم‌افزاری نیست، بلکه مدیریت توانایی افراد، نیازمندی اعطایی به دقت پایگاه داده، و منابع کامپیوتر کافی می‌باشد. یک مفهوم کلی مدیریت شرکت کلی برای استفادهٔ هرچه بهتر از منابع انسانی و شرکتی در راستای بهره‌وری بیشتر می‌باشد.

## عملکردهای کلیدی و امکان‌ها
MRP II یک سیستم نرم‌افزاری اختصاصی نبوده و از این رو می‌تواند حالت‌های مختلفی بگیرد. تصور یک سیستم MRP II بدون استفاده از یک کامپیوتر تقریباً غیرممکن است، اما یک سیستم MRP II می‌تواند بر پایهٔ یک نسخهٔ خریداری شده یا نرم‌افزار درون خانه ای، باشد.
تقریباً همهٔ سیستم‌های MRP II در ساختار، مدولار هستند. مدول‌های ویژگی‌های پایه‌ای در یک سیستم MRP II به صورت زیر هستند:
- برنامهٔ زمان‌بندی تولید اصلی MPS
- داده‌های آیتم مستر (داده‌های فنی)
- صورت مواد BOM (داده‌های فنی)
- داده‌های منابع تولید (داده‌های فنی تولید)
- موجودی‌ها و سفارش‌ها (کنترل موجودی)
- مدیریت خرید
- برنامه‌ریزی نیازمندی‌های مواد MRP
- کنترل طبقهٔ کارخانه SFC
- برنامه‌ریزی ظرفیت یا برنامه‌ریزی نیازمندی‌های ظرفیت CRP
- هزینه گذاری استاندارد (کنترل هزینه) و مداوم واقعی یا هزینه گذاری FIFO، و هزینه گذاری میانگین وزن‌دار.
- گزارش / مدیریت هزینه (کنترل هزینه)

همراه با سیستم‌های کمکی همچون:
- برنامه‌ریزی تجاری
- قابلیت تعقیب دسته
- مدیریت قرارداد
- مدیریت ابزار
- کنترل تغییر مهندسی
- مدیریت پیکربندی
- جمع‌آوری داده‌های طبقهٔ کارخانه
- آنالیز فروش و پیش‌بینی
- برنامهٔ زمان‌بندی ظرفیت محدود FCS

و سیستم‌های مرتبط همچون:
- دفتر کل
- حساب‌های پرداختنی (دفتر خرید)
- حساب‌های دریافتنی (دفتر فروش)
- مدیریت ترتیب فروش‌ها
- برنامه‌ریزی منابع توزیع DRP
- مدیریت انبار خودکار
- مدیریت پروژه
- سوابق فنی
- تخمین زدن
- طراحی با کمک کامپیوتر / تولید با کمک کامپیوتر (طراحی به کمک رایانه / CAM)
- CAPP)

در یک مدل «چگونه یک شرکت تولیدی باید / می‌تواند عمل کند»، سیستم MRP II این مدول‌ها را یکپارچه می‌کند تا آن‌ها بتوانند داده‌های رایج را استفاده کرده و تبادل اطلاعات آزادانه‌ای داشته باشند. به همین خاطر، رویکرد MRP II رویکردی بسیار متفاوت نسبت به «راه حل نقطه‌ای» که سیستم‌های مجزا توسعه می‌یابند تا بتوانند به برنامه‌ریزی، کنترل یا مدیریت یک فعالیت خاص کمک کنند، می‌باشد. MRP II به تمام معنا
یکپارچه یا حداقل کاملاً متصل شده‌است.

## MRP و MRP II

### تاریخچه و تکامل
برنامه‌ریزی نیازمندی‌های مواد (MRP) و برنامه‌ریزی منابع تولید (MRP II) پیشنیازهای برنامه‌ریزی منابع شرکت ERP که یک سیستم یکپارچگی اطلاعات تجارت است، می‌باشند. توسعهٔ این ابزار و روش‌های یکپارچه سازی و هماهنگ سازی، سیستم‌های ERP امروزه را ممکن ساخت. هم MRP و هم MRP II هنوز به‌طور گسترده و مستقل، و به عنوان مدول‌های سیستم‌های ERP فراگیرتر استفاده می‌شوند، اما چشم‌انداز اصلی سیستم‌های اطلاعات یکپارچه به گونه ای که امروزه آن‌ها را می‌شناسیم، با توسعهٔ MRP و MRP II در تولید، آغاز شد.
MRP (و MRP II) از اولین بسته‌های مدیریت پایگاه داده‌های تجاری که توسط جین ثامس در IBM و در دههٔ ۶۰ میلادی توسعه یافتند، تکامل یافت. ساختار اصلی BOMP (پردازندهٔ صورت مواد)، نام داشت که در نسل بعدی به یک ابزار کلی‌تر به نام DBOMP (سازماندهی پایگاه‌داده و برنامهٔ نگهداری) تکامل یافت. این‌ها بر روی مین فریم‌هایی همچون IBM/360 اجرا شدند.
چشم‌انداز MRP و MRP II متمرکز کردن و یکپارچه کردن اطلاعات تجاری به گونه‌ای که تصمیم‌گیری را برای مدیران خط تولید راحت‌تر کرده و اثربخشی خط تولید را به‌طور کلی افزایش دهد، بود. در دههٔ ۸۰ میلادی، تولیدکنندگان بر پایهٔ پیش‌بینی‌های فروش، سیستم‌های را برای محاسبهٔ نیازمندی‌های منابع یک بار اجرای تولید توسعه دادند. برای محاسبهٔ مواد خام مورد نیاز برای تولید محصولات و برنامه‌ریزی زمان‌بندی خرید آن مواد به همراه زمان مورد نیاز برای دستگاه و نیروی کار، مدیران تولید دریافتند که برای مدیریت اطلاعات به کامپیتور و تکنولوژی نرم‌افزار نیاز خواهند داشت. در اصل، عملیات تولید، برنامه‌های نرم‌افزاری سفارشی‌ای که بر روی مین فریم‌ها اجرا می‌شد، ساختند.
برنامه‌ریزی نیازمندی‌های مواد (MRP) یک تکرار اولیه از چشم‌انداز سیستم‌های اطلاعات یکپارچه بود. سیستم‌های اطلاعات MRP به مدیران کمک کرد تا مقدار و زمان‌بندی خرید مواد خام را تعیین کنند. سیستم‌های اطلاعات که مدیران را در دیگر قسمت‌های فرایند تولید کمک می‌کنند، همانند MRP II، به دنبال MRP آمدند. در حالی که MRP نخست مربوط به مواد می‌شود، MRP II مربوط به یکپارچگی همهٔ جهات فرایند تولید، شامل مواد، مالی و منابع انسانی می‌شود.
همانند سیستم‌های ERP امروزه، MRP II برای اینکه بتواند به ما اطلاعات زیادی از طریق پایگاه‌دادهٔ مترکز بدهد طراحی شد. با این وجود، سخت‌افزار، نرم‌افزار، و تکنولوژی پایگاه‌داده‌های ارتباطی دههٔ ۸۰ میلادی به اندازهٔ کافی پیشرفته نبود تا بتواند سرعت و ظرفیت مورد نیاز برای اجرای این سیستم‌ها را در آن واحد فرآهم کند، و هزینهٔ این سیستم‌ها برای بیشتر شرکت‌ها تجاری فوق‌العاده بالا بود. با این وجود، چشم‌انداز که پایه‌گذاری شده بود، و تغییرات در فرایندهای تجاری اساسی به همراه با پیشرفت‌های پی در پی تکنولوژی، منجر به شرکت‌های مقرون به صرفه‌تر و سیستم‌های یکپارچه‌سازی کاربرد شد که کسب و کارهای بزرگ و بسیاری از کسب و کارهای متوسط و کوچک از آن‌ها استفاده می‌کنند.

### مفاهیم کلی
برنامه‌ریزی نیازمندی‌های مواد (MRP) و برنامه‌ریزی منابع تولید (MRP II) هر دو استراتژی‌های فرایندهای کسب و کار یکپارچگی اطلاعات افزایشی هستند که با استفاده از سخت‌افزار و برنامه‌های نرم‌افزاری مدولار پیوند شده به پایگاه‌داده‌های مرکزی که داده‌ها و اطلاعات کسب و کار را ذخیره و ارسال می‌کند، پیاده‌سازی شده‌اند.
MRPنخست مربوط به مواد می‌شود، در حالی که MRP II مربوط به یکپارچگی کل فرایند تولید، شامل مواد، مالی و منابع انسانی می‌شود. هدف MRP II فرآهم آوردن داده‌های سازگار با تمامی اعضای فرایند تولید در طی حرکت محصول درون خط تولید است.
سیستم‌های اطلاعاتی کاغذی و سیستم‌ای کامپیوتری غیریکپارچه که خروجی‌های کاغذی یا دیسکی دارند، منجر به خطاهای اطلاعاتی زیادی همچون داده‌های گم‌شده، داده‌های اضافی، خطاهای عددی که منشأ آن‌ها به ثبت شدن ناصحیح آن‌ها در سیستم است، محاسبات اشتباه بر نشات گرفته از خطاهای عددی، و تصمیمات نامناسب ناشی از داده‌های غلط یا قدیمی، می‌شوند. علاوه بر این، به دلیل اینکه در سیستم‌های غیریکپارچه، داده‌های مشابه در پایگاه‌های دادهٔ مجزای استفاده شده در مناطق عملکردی متفاوت، به‌طور متفاوت گروه‌بندی شده‌اند، برخی از داده‌ها غیرقابل اعتماد هستند.
سیستم‌های MRP II با MRP که همان برنامه‌ریزی نیازمندی‌های مواد است، شروع می‌شوند. MRP اجازهٔ ورودی پیش‌بینی‌های فروش از فروش و بازاریابی، یا تقاضای فروش‌های واقعی در فرم سفارشات مشتریان را می‌دهد. این تقاضاها میزان تقاضای مواد خام را تعیین می‌کند. سیستم‌های MRP و MRP II در یک برنامهٔ زمان‌بندی تولید اصلی، تفکیک برنامه‌های خاص برای هر محصول در خط تولید را نشان می‌دهند. در حالی که MRP اجازهٔ هماهنگی خرید مواد خام را می‌دهد، MRP II توسعهٔ یک برنامهٔ زمان‌بندی با جزئیات را که شامل ظرفیت نیروی کار و دستگاه می‌شود، سهولت می‌بخشد که این امر خود باعث برنامه‌ریزی زمانی دوره‌های تولید بر طبق رسید مواد را منجر می‌شود. خروجی MRP II یک برنامه‌ریزی زمانی نهایی نیروی‌کار و ماشین است. داده‌های هزینهٔ تولید، شامل زمان دستگاه، زمان نیروی‌کار و مواد استفاده شده، در کنار تعداد تولید نهایی، توسط سیستم MRP II برای حسابداری و امور مالی فرآهم می‌آید.
برای شرکت‌هایی که می‌خواهند دپارتمان‌های دیگر خود را با مدیریت تولید خود یکپارچه کنند، نرم‌افزار ERP الزامی است.

## مزایا
سیستم‌های MRP II می‌توانند موارد زیر را فرآهم آورند:
- کنترل بهتر موجودی‌ها
- برنامهٔ زمان‌بندی بهبود یافته
- روابط بهره‌ور با تامین‌کنندگان

برای طراحی / مهندسی:
- کنترل طراحی بهبود یافته
- کیفیت بهتر و کنترل کیفیت

برای امور مالی و هزینه‌گذاری:
- سرمایهٔ در گردش کاسته شده برای موجودی
- جریان وجه نقد بهبود یافته از طریق تحویل‌های سریع‌تر کالا
- سوابق موجودی دقیق‌تر

## نقد
مولفانی همچون پوشت و ولسی بر این باورند که MRP و MRP II، و همچنین مدول‌های برنامه‌ریزی در سیستم‌های ERP و APS کنونی، در واقع مجموعه‌هایی از روش‌های ابتکاری هستند. برنامه‌های تولید بهتر را می‌توان با کمک بهینه‌سازی به وسیلهٔ مدل‌های برنامه‌ریزی ریاضی قوی‌تر، که معمولاً از مدل‌های برنامه‌ریزی صفر و یک استفاده می‌شود، به دست آورد. در حالی که آن‌ها تصدیق می‌کنند که استفادهٔ روش‌های ابتکاری، مانند آن‌هایی که توسط MRP و MRP II تجویز شدند، به دلیل کمبود قدرت محساباتی مسائل مدل‌های بهینه‌سازی پیچیده در گذشته را ضروری می‌دانند، این امر توسط پیشرفت‌های اخیر در کامپیوترها کمی کاهش یافته‌است.